# Карл Гаґенбек
Карл Гаґенбек (нім. Carl Hagenbeck; 10 червня 1844 — 14 квітня 1913) — німецький зоолог, дресирувальник, засновник найбільшої у світі німецької фірми, що торгувала дикими тваринами. Засновник відомого зоопарку Гаґенбека (Tierpark Hagenbeck) у Штеллінгені (поблизу Гамбурга), де вперше в історії були успішно використані вольєри для звірів (1907). Його новий погляд на устрій зоопарків назвали революцією Гаґенбека.

## Життєпис
Народився 10 червня 1844 в сім'ї Клауса Готфріда Карла Гаґенбека (1810—1887), торговця рибою, який мав також додатковий бізнес з торгівлі екзотичними тваринами.
У 1848 році батько Карла купив кількох тюленів і білого ведмедя, привезених до Гамбурга китобійним судном, а згодом придбав багато інших диких тварин.
Ще в молодому віці Карл Гаґенбек став власником цілої колекції тварин і вирішив заснувати власну справу, пов'язану з показом цих тварин публіці. У 1873 році він придбав кілька великих будівель у Гамбурзі, щоб забезпечити своїм тваринам помешкання.

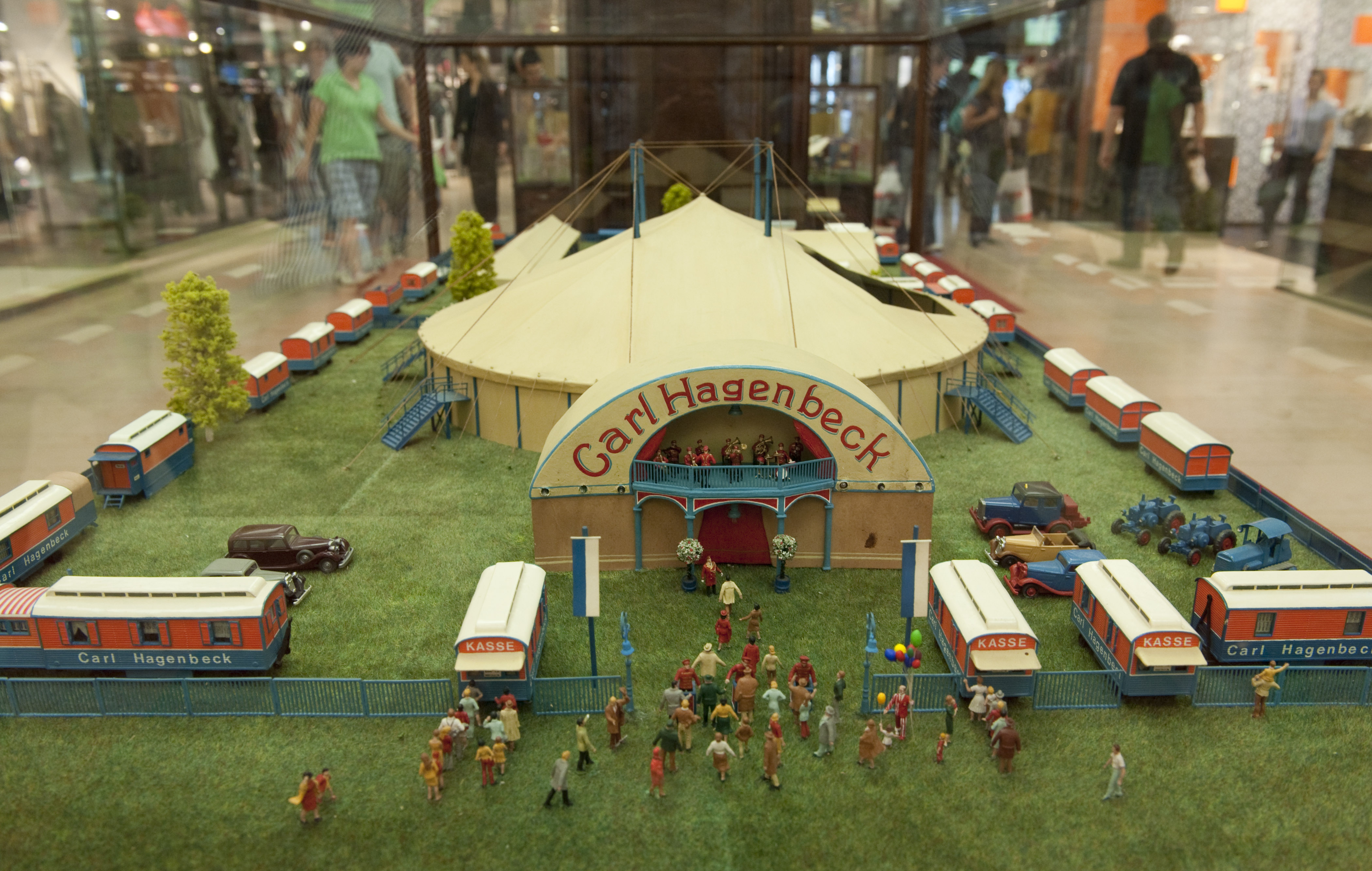
Модель цирку Гаґенбека

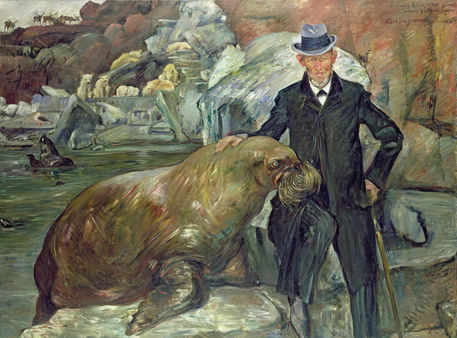
Портрет Гаґенбека з тюленем у зоопарку (Ловіс Коринт, 1911)

Для придбання тварин організував низку експедицій. Спочатку він відправляв по чотири-п'ять експедицій на рік до Африки, пізніше — по всьому світі. Він також доставляв тварин на прохання кайзера та інших європейських правителів. Одним з відомих експедиторів, що доставляв тварин, був відомий німецький дослідник і мандрівник Ганс Шомбургк.
Гаґенбек відкрив свій цирк у 1887 році під назвою «Міжнародний цирк Карла Гаґенбека і Сингальський караван», пізніше перейменований на «Зоологічний цирк Гаґенбека». У 1890 році він запровадив ручну виїздку диких тварин і запланував відкритий парк тварин без решіток, на що отримав патент у 1896 році. У тому ж році він з'явився зі своїм цирком тварин на Берлінській торговельній виставці, де представив білих ведмедів, тюленів і різних птахів. Його цирк став 1905 року після покупки американським бізнесменом «Цирком Гаґенбека—Уоллеса». Молодший брат Карла Вільгельм Гаґенбек (1850—1910) також керував цирком, справу пізніше продовжили сини Вільгельма Віллі (1884—1965) і Карл (1888—1949).
У зоопарках він також виставляв поруч з тваринами людей, що належали до племен з Самоа, саамів (лапла́ндців), гренландських ескімосів, нубійців, сомалійців, ефіопів, бедуїнів  — так звані етнологічні експозиції або виставки людей, що згодом були відкинуті цивілізованим світом як расистські. Він до 1913 року випустив 54 такі виставки. Виставлені там народності не отримували достатньої заробітної плати, медичної допомоги. Так селище гренландських ескімосів вимерло від натуральної віспи, адже їх просто забули вакцинувати від неї.
7 травня 1907 року Гаґенбек відкрив у Стеллінгені, на північ від Гамбурга, заснований на його патенті перший безрешітчастий зоопарк у світі який працює й донині як Гамбурзький зоопарк.
Заснував по світу багато зоопарків і зооцирків, а також постачав тварин для зоопарків і цирків різних країн, серед яких відомий цирк Фінеаса Тейлора Барнума.
Своє життя і діяльність описав у книзі «Про звірів і людей» (1908). У 1912 році був обраний членом Леопольдини.

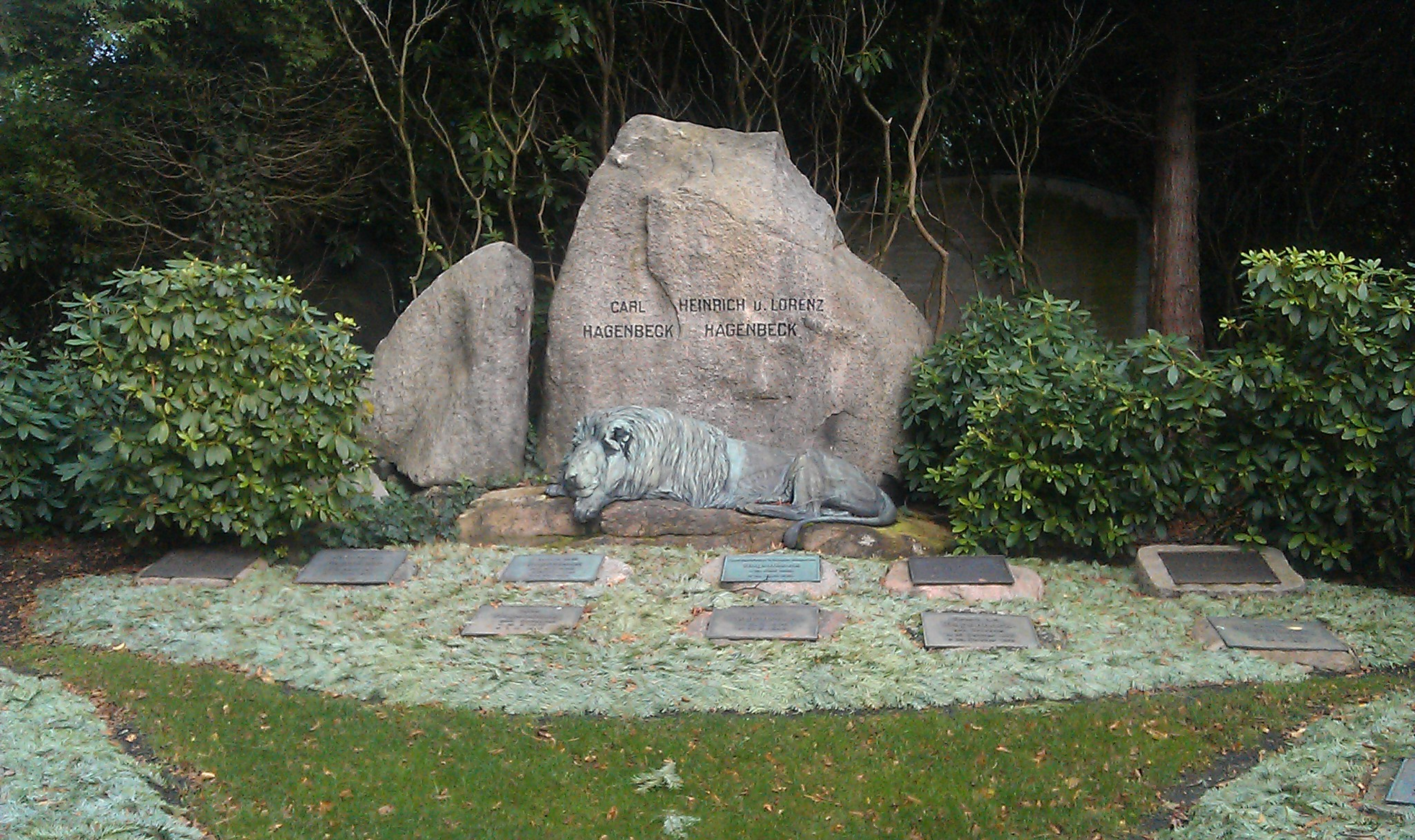
Могила Гаґенбека на Ольсдорфському цвинтарі з бронзовою скульптурою лева

Помер 14 квітня 1913 в Гамбурзі від укусу змії (ймовірно, бумсланга).